# Der Widerspenstigen Zähmung

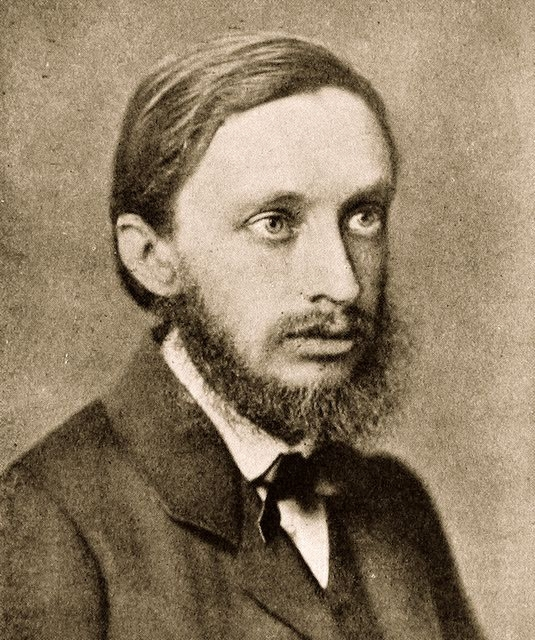
Hermann Goetz

Der Widerspenstigen Zähmung (Så tuktas en argbigga, alternativtitel Hårt mot hårt) är en tysk komisk opera i fyra akter med musik av Hermann Goetz och libretto av tonsättaren och Joseph Widmann efter Shakespeares komedi Så tuktas en argbigga (1594).

## Historia
Goetz påbörjade arbetet med operan först efter att han hade förkastat librettisten Widmanns förslag Parzival. Han komponerade verket mellan åren 1868 och 1872. Den 11 oktober 1874 hade operan premiär i Mannheim. Den blev en stor succé med uppsättningar i London (1878) och New York (1886). Goetz hade förkastat Wagners koncept om musikdrama och förblev lojal med Mozarts Wienklassicism.
Operan hade svensk premiär med titeln Hårdt mot hårdt den 30 april 1888 på Gustavianska operahuset (nuvarande Kungliga Operan) i Stockholm, där den spelades fem gånger fram till 18 maj samma år.

## Personer
| Roller                            | Röstläge    | Premiärbesättning 11 oktober 1874 Dirigent: Ernst Frank | Svensk premiärbesättning 30 april 1888 |
| --------------------------------- | ----------- | ------------------------------------------------------- | -------------------------------------- |
| Baptista, en rik herreman i Padua | bas         | Karl Ditt                                               | Helmer Strömberg                       |
| Katharine, Baptistas dotter       | sopran      | Ottilie Ottiker                                         | Anna Maria Klemming                    |
| Bianka, Baptistas dotter          | sopran      | Ida Auer-Herbeck                                        | Anna Karlsohn                          |
| Petruchio, en herre från Verona   | baryton     | Eduard Schlosser                                        | Emil Linden                            |
| Grumio, Petruchios tjänare        | bas         |                                                         | Jean Grafström                         |
| Lucentio, Biancas uppvaktare      | tenor       | Carl Slovak                                             | Max Strandberg                         |
| Hortensio, Biancas uppvaktare     | baryton     | August Knapp                                            | Per Janzon                             |
| Hortensios hustru                 | mezzosopran |                                                         | L. Hedgren                             |
| En skräddare                      | tenor       |                                                         | Axel Rundberg                          |

## Handling
Akt I
Lucentio vill sjunga en serenad för den vackra Bianka men störs av husets tjänstefolk som vill gå därifrån, tyranniserade som de är av Biankas syster Katharine. Husets herre Baptista förmår ändå locka dem tillbaka, men Lucentio har knappast hunnit sjunga sin serenad förrän han åter blir avbruten, denna gång av Hortensio, som också vill sjunga för Bianka. De båda beundrarna börjar slåss men Baptista jagar bort Hortensio. Det förbättrar emellertid inte Lucentios chanser ty Baptista förklarar att den äldre systern skall giftas bort först och att han också ämnar låta de båda flickorna utbilda sig i konst och vetenskap innan de går i brudstol. De båda kavaljererna kommer överens om att ta sig in i Baptistas hus som lärare och träffa Bianka på så sätt. På vägen möter Hortensio sin gamle vän Petruchio, som är på jakt efter en flicka med skinn på näsan. Hortensio berättar om Katharine och Petruchio beslutar tämja henne.
Akt II
Nästa morgon låter Katharine Bianka veta vad hon tycker om friarna och förklarar att hon aldrig tänker gifta sig, men så kommer Petruchio med Hortensio och Lucentio, som har förklätt sig till språk- och musiklärare. Petruchio anhåller om Katharines hand hos Baptista men hon översköljer honom med skällsord. Han ger igen med samma mynt, och slutligen avtvingar han henne en kyss. Hon måste motsträvigt erkänna att han är en man efter hennes sinne, och med faderns tillstånd fastställer de dagen för bröllopet.
Akt III
Biankas tillbedjare fattar nytt hopp. På bröllopsdagen uteblir Petruchio, och Baptista ger de båda huslärarna order att undervisa Bianka under tiden. Båda utnyttjar chansen till kärleksförklaringar men avbryts av Petruchio, som anländer i trasor och genast efter vigseln fordrar att Katharine skall följa med till hans gods utan att vara med på bröllopsfesten.
Akt IV
Petruchio behandlar Katharine precis så som hon själv tidigare har behandlat andra människor, och kuren gör verkan så att hon till slut tigger om nåd. Då paret får besök av det nygifta paret Lucentio och Bianka och av Baptista, har hon blivit mild och medgörlig.